# Leisure International Airways
Leisure International Airways (ursprünglich Air UK Leisure) war eine britische Fluggesellschaft mit Sitz in Crawley.

## Geschichte

### Air UK Leisure

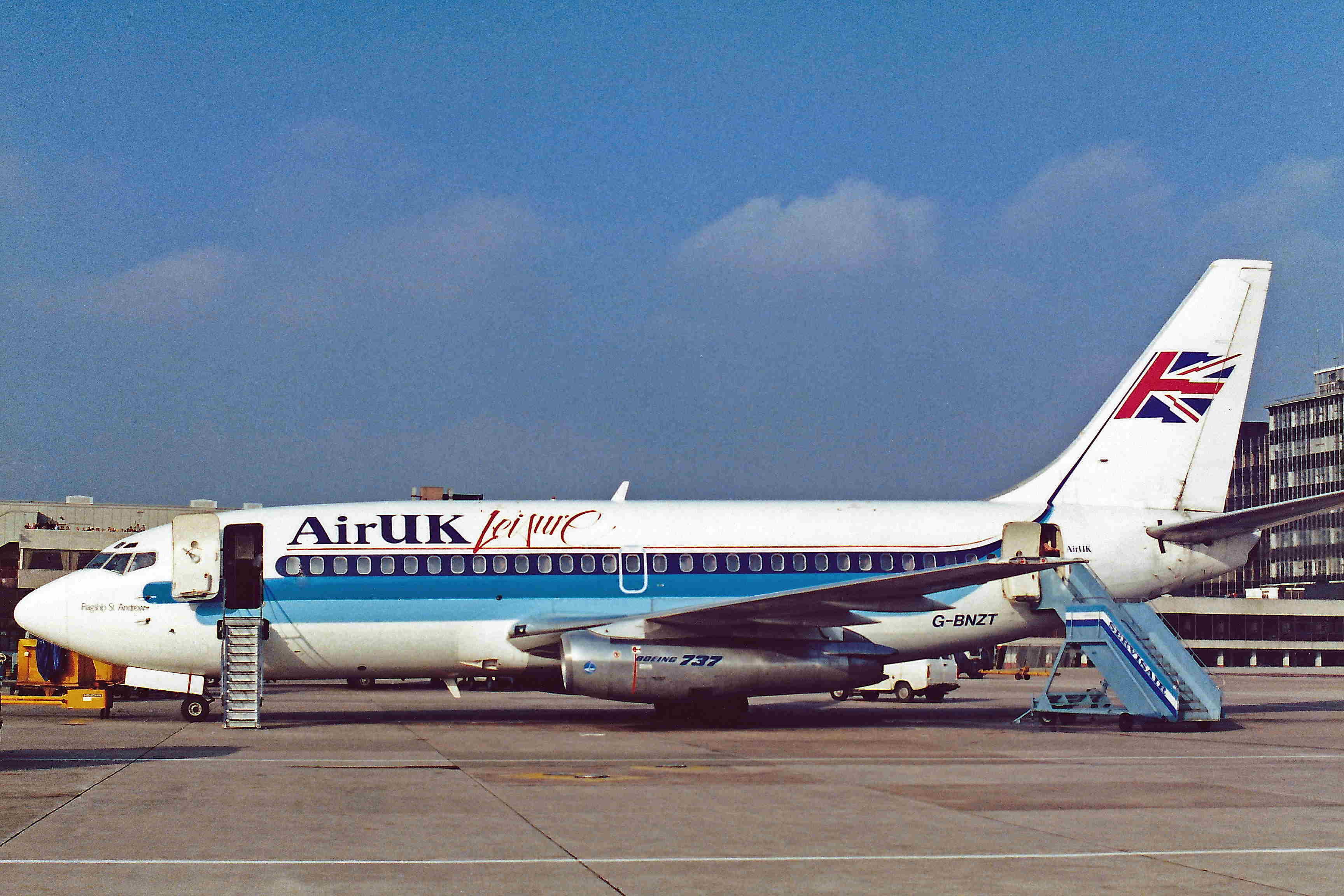
Boeing 737-200 der Air UK Leisure

Air UK Leisure wurde im Juni 1987 gegründet, dabei hielt die namensgebende Regionalfluggesellschaft Air UK einen Anteil von 30 %. Der Flugbetrieb wurde am 1. Mai mit einer Flotte von drei Boeing 737-200 aufgenommen. Die ersten Flüge führten von der Basis London Luton nach Rom, Girona und Faro. Im Oktober 1988 ersetzte Air UK Leisure die alternden Flugzeuge durch neuere Boeing 737-400. Mit einer Flotte von sieben Flugzeugen flog man so für große britische Reiseveranstalter, wenngleich die Flugzeuge im Winter aufgrund der schlechten Auftragslage verleast werden mussten.

### Leisure International Airways als Tochtergesellschaft
Am 18. Februar 1992 gründete Air UK Leisure die Tochtergesellschaft Leisure International Airways. Diese war für die Durchführung von Langstreckencharterflügen in die Vereinigten Staaten und die Karibik zuständig. Der operative Betrieb wurde im April 1993 mit zwei Boeing 767 aufgenommen. Schon bald erweiterte man die angeflogenen Ziele um Las Vegas und Lagos.

### Fusion

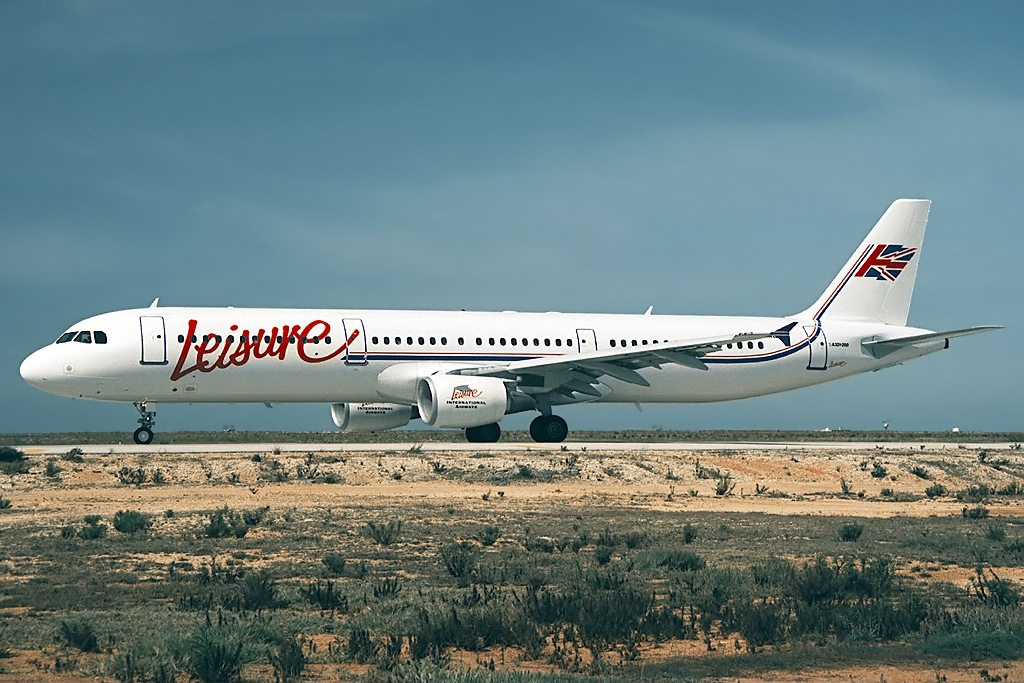
Airbus A321-200 der Leisure International Airways

1996 erfolgte der Verkauf der beiden Gesellschaften an den Reiseveranstalter Unijet. Nachdem auch Leisure International Airways 1997 drei Airbus A320 für Mittelstreckenflüge erhalten hatte, fasste man die beiden Gesellschaften sinnvollerweise in Leisure International Airways zusammen. Air UK Leisure stellte somit den Flugbetrieb unter eigenem Namen zum März 1996 ein; Flotte und Verpflichtungen wechselten zum Sommer 1996 zur Leisure International Airways. Auch die Basis in Luton wurde zu Gunsten von London Gatwick verlassen. Passend mit Anfang der Sommersaison erhielt Leisure International Airways ihren ersten Airbus A321.

### Verkauf an First Choice
Im Herbst des Jahres 1998 wurde der Reiseveranstalter Unijet an das Konkurrenzunternehmen First Choice Holidays verkauft. Da dieses aber mit Air 2000 bereits eine hauseigene Fluggesellschaft mit nahezu gleicher Flotte besaß, erfolgte die Integration. Leisure International Airways ging dadurch in Air 2000, der späteren First Choice Airways auf.

## Flugziele
Leisure International Airways führte hauptsächlich Charterflüge zu touristischen Zielen im Mittelmeerraum sowie in der Karibik und Afrika durch.

## Flotte

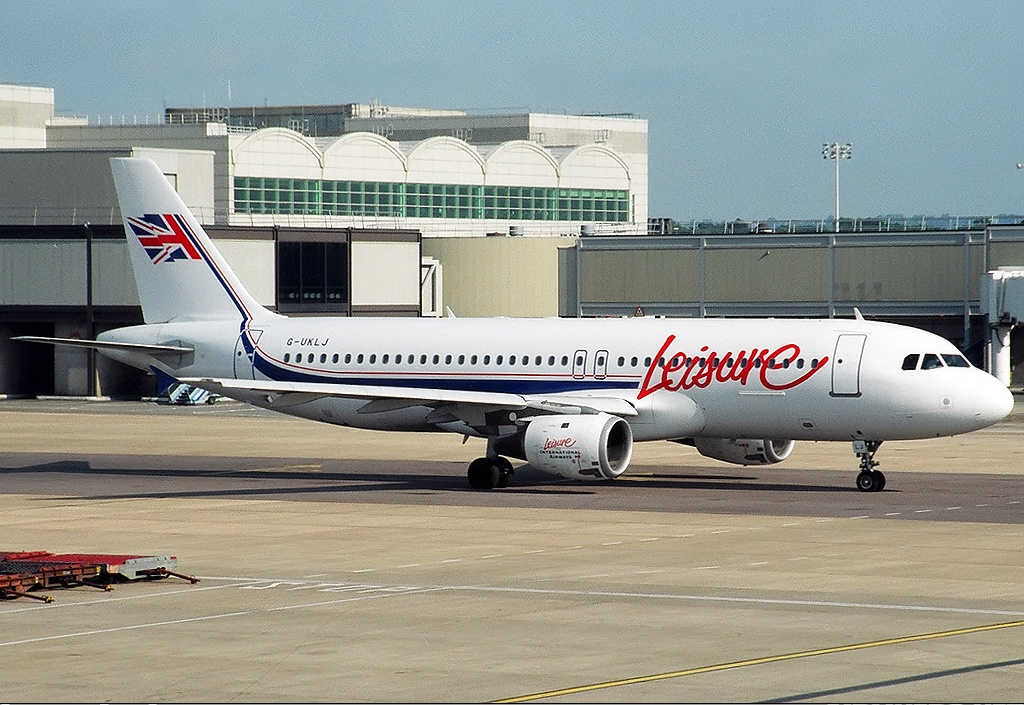
Airbus A320-200 der Leisure International Airways

Zum Betriebsübergang im November 1998 bestand die Flotte der Leisure International Airways aus sieben Flugzeugen:
- 2 Airbus A320-200
- 3 Airbus A321-200
- 2 Boeing 767-300

Bis auf einen Airbus A320-200, der an den Leasinggeber retourniert wurde, gingen alle Maschinen in den Bestand der Air 2000 über.